# Super Contra
Super Contra (スーパー魂斗羅, Sūpā Kontora) és un videojoc desenvolupat i distribuït per la companyia Konami el 1988 per al sistema arcade, és la seqüela del joc original Contra després fou llançat en el sistema casolà Nintendo Entertainment System sota el nom de Super C i mantenint la censura a Europa sota el nom de Probotector II: Return of the Evil Forces el nom de Super C fou posat degut al fet que no fera al·lusió o fóra confós amb l'escàndol Iran-Contra a causa d'açò el títol fou retallat en la versió americana.

## Jugabilitat
Igual que en el Contra original, el joc es pot jugar fins a dos jugadors simultàniament. El jugador esquerre controla en Bill (que es posa verd en aquest lliurament), mentre que el jugador dret controla en Lance (que porta el morat). El joc conserva el format de desplaçament lateral del joc anterior, descartant només els segments de pseudo-3D i de pantalla fixa. En comptes d'això, "Super Contra" presenta etapes de desplaçament vertical interpretades des d'una perspectiva general, en què el jugador pot moure's en vuit adreces. Els controls romanen majoritàriament igual durant els segments de desplaçament lateral, amb l'única diferència que el jugador ara pot controlar l'alçada del seu salt mantenint el joystick cap amunt o cap avall mentre pressiona el botó de salt.
El jugador pot substituir la seva pistola predeterminada amb una de les quatre possibles armes destruint les càpsules d'objectes que volen que apareixen al llarg de cada etapa. Les armes disponibles inclouen una metralladora, una pistola de dispersió, una pistola bomba i una pistola làser. Aquesta vegada, ara es poden actualitzar les armes recollint el mateix poder dues vegades seguit, la qual cosa resulta en un major poder destructiu. Els potenciadors de Super Contra estan representats per les armes reals que el personatge del jugador empra en comptes de les icones de lletres en forma de Falcon del joc anterior. Durant les etapes generals, el jugador també pot recollir un element "hyper shell" que destrueixi tots els enemics en pantalla, que es llança prement el botó de salt. L'hiper shell es pot llançar en qualsevol moment durant aquestes etapes i el jugador pot emmagatzemar més d'un per un.
El joc consta de cinc etapes, que es troben a la base militar, a la jungla i al cau de l'estranger. Les etapes 1, 3 i 4 es reprodueixen des de la perspectiva estàndard de desplaçament lateral, mentre que les etapes 2 i 5 utilitzen la perspectiva de dalt a baix. Al llarg de cada etapa, el jugador ha de lluitar a través de la línia de defensa de l'enemic (incloent-hi alguns de mitjans caps) fins a arribar a la meta final que espera al final.
Després de quedar-se sense vida, el jugador no pot continuar fins a cinc vegades abans que el joc hagi acabat; això depèn de la configuració del commutador DIP. A diferència del predecessor, cada jugador pot continuar en qualsevol moment, sense necessitat d'esperar fins que l'altre jugador es quedi sense vides.
El joc manté els mateixos elements que van fer del joc original un èxit, amb noves armes i nous enemics. A més, incorporant elements com vistes isomètriques i vista amb perspectiva aèria en alguns nivells, el joc manté el ritme frenètic fins i tot més que l'original. Quant a gràfics, usa el mateix motor gràfic encara que millorat, i les versions casolanes inclouen tres missions extres igual com va passar amb el primer Contra.

## Argument
La història té lloc el desembre del 2634 EC, un any després dels successos del Contra original. Una trucada inquietant de socors del General Hal és rebuda, ell estava de camí a Sud-amèrica, preparant les setenes maniobres militars de l'Exèrcit GX; i informant que llavors l'Exèrcit GX s'havia rebel·lat. La branca superior de les forces de la Federació susciten a Bill Rizer i Lance Bean que investiguen la situació. Ells arriben a les ruïnes de la base, només per a ser atacats per tropes de l'Exèrcit GX. En fixar-se en el color de la seva pell descolorida blava i els seus ulls vermellosos, Bill Rizer i Lance Bean contraataquen el foc enemic; més tard descobriran criatures d'aspecte familiar allotjades dins dels seus cossos. Els extraterrestres que havien lluitat a Galuga han sobreviscut i han transmutat en les seves formes. La situació es torna més ombrívola pel fet que no només Bill Rizer i Lance Bean estan eliminant la majoria dels seus antics companys d'armes, sinó per una nova forma evolutiva dels extraterrestres invasors.
Com en el Contra original, la ubicació americana de la versió de NES ha estat canviada d'un escenari futurista del joc a un contemporani, encara que la premissa de Bill Rizer i Lance Bean de lluitar contra els seus antics companys d'armes es va mantenir més o menys igual.